# Erebia mairloti
Erebia mairloti är en fjärilsart som beskrevs av Cabeau 1925. Erebia mairloti ingår i släktet Erebia och familjen praktfjärilar. Inga underarter finns listade i Catalogue of Life.